# Je pars demain
Je pars demain est un livre écrit par Éric Fottorino en 2001. 

## Résumé
Ancien coureur cycliste amateur et journaliste, Éric Fottorino y relate sa préparation à la course cycliste du Grand Prix du Midi libre en 2001. Âgé alors de quarante ans, il obtient l'accord des organisateurs et de l'Union Cycliste Internationale pour participer à cette course. Il s'y prépare avec l'équipe cycliste de la Française des Jeux. 